# Unserdeutsch
L'unserdeutsch (ce qui signifie « notre allemand »), ou créole allemand de Rabaul (en allemand : Unserdeutsch), est un créole à base lexicale allemande parlé en Papouasie-Nouvelle-Guinée.

## Historique
Son origine remonte à l'époque coloniale en Nouvelle-Guinée allemande, dans laquelle le Unserdeutsch était parlé dans le nord-est de l'île de Nouvelle-Guinée et dans l'ouest de la Nouvelle-Bretagne.
L’origine de ce créole remonterait aux années 1885‑1890, à l’installation d’un orphelinat catholique de la mission évangélique de Brême : la Herz mission de Jésus, près de Rabaul. Cette mission chrétienne existait déjà depuis 1876, mais n’était pas composée que d’Allemands. Les choses changent en 1883, où il n’y a plus que des religieux ou religieuses allemands. En 1885, la zone devient une colonie allemande : la Papouasie Nouvelle-Guinée Allemande. La mission devient un orphelinat en février 1885. Comme les religieux, originaires de Brême ou Hambourg, ne parlaient pas les langues locales du fait d’une colonisation récente, l’enseignement aux enfants était donné en allemand. Quand ils atteignaient 16 ans environ, ils quittaient l’orphelinat pour rejoindre la vie active. La langue devenait alors un obstacle pour rejoindre l’arrière-pays, où on ne comprenait pas l’allemand, et où on ne parlait que kuanua ou tok pisin, les deux dialectes locaux. Certains des enfants travaillèrent comme dockers au port de Rabaul (garçons), ou intégrèrent l'armée impériale coloniale allemande, ou comme domestiques auprès de colons (surtout les filles). Il y eut ensuite des mariages entre garçons et filles de cet orphelinat, et aussi des mariages avec des personnes issues des environs, ce qui expliquerait l’apport d’une partie de vocabulaire indigène. La mission chrétienne, au tournant des années 1890, prend aussi en charge des enfants ou adolescents plus ou moins délaissés, qui avaient souvent l'un ou les deux parents, et qui parlaient le kuanua ou le tok pisin. À partir de ce moment, les autorités coloniales commencent à voir un potentiel en ces enfants qui communiquent dans les langues locales, et qui s’expriment en un allemand parfait. Certains deviendront des interprètes, pour rejoindre ensuite l’armée coloniale allemande. Ce procédé était cependant connu et appliqué en Afrique orientale allemande. Le lobby colonial et l’État allemand débloquent alors des fonds. Cependant, ce créole n’a pas le temps de se développer, la colonisation allemande cessant en septembre-octobre 1914, à la suite de la Première Guerre mondiale.
Ailleurs dans le Pacifique, on observe le même phénomène, imputable souvent à des missions chrétiennes, avec l’anglais, qui donnera le pidgin-english, qui perdurera.
À la veille de la Première Guerre mondiale, il devait y avoir au moins 500 locuteurs, et deux générations d’orphelins. Le chiffre déclina ensuite, vu l’isolement, et la fin de l’empire colonial allemand : conformément aux accords du traité de Versailles de 1919, la Papouasie-Nouvelle-Guinée allemande devient officiellement un mandat SDN en 1921, administré par la Grande-Bretagne et l’Australie, puis par l’Australie seule. La mission catholique allemande ferme ses portes en décembre 1918, et les 16 religieux sont rapatriés en Allemagne en janvier 1919, via l’Australie. En 1942, lors de l’occupation japonaise, de hauts cadres de l’armée nippone, qui avaient été en partie formés en Allemagne, s’étonnèrent de voir des gens parler allemand en une contrée aussi éloignée. Constatations faites, ils s'aperçurent que la région était une colonie allemande avant 1915. Cependant, les locuteurs autochtones subirent le même traitement que les autres populations locales, car aucune autre consigne ne fut donnée.
Isolés en leur propre pays, un grand nombre des locuteurs de l'unserdeutsch part travailler en Australie, entre 1930 et 1970. Peu revinrent au pays, ce qui aggrava le déclin de la langue.
Son utilisation se limite aujourd'hui à moins d'une centaine de locuteurs âgés. Ces derniers maîtrisent d'ailleurs au moins deux autres langues qui peuvent être : l'allemand, l'anglais, le kuanua ou le tok pisin.
En 1994, 80 % de la ville de Rabaul est détruite par une éruption volcanique, et sa population est évacuée.